# Pokatschi
Pokatschi (russisch Покачи) ist eine Stadt in Westsibirien, im Autonomen Kreis der Chanten und Mansen/Jugra (Russland) mit 17.171 Einwohnern (Stand 14. Oktober 2010).

## Geographie
Die Stadt liegt im Westsibirischen Tiefland am rechten Ufer des Wat-Jegan, einem Nebenfluss des seinerseits in den Ob mündenden Agan. Das Klima ist kontinental.
Die Stadt Pokatschi liegt auf dem Territorium des Rajons Nischnewartowsk, ist jedoch dem Autonomen Kreis direkt unterstellt.
Pokatschi ist über eine 70 km lange Straße mit Langepas verbunden, wo sich auch die nächstgelegene Bahnstation befindet.

## Geschichte
Nachdem 1970 in Siedlungsgebiet der Chantenfamilie Pokatschow Erdöl gefunden worden war, entstand hier im Rahmen der 1978 begonnenen Förderung der nun Pokatschow-Lagerstätte (Покачевское месторождение) genannten Ölvorkommen eine temporäre Arbeitersiedlung. 1984 begann in 21 km Entfernung der Bau einer neuen, ständigen Siedlung, welche 1992 zur Stadt erhoben wurde.

### Bevölkerungsentwicklung
| Jahr | Einwohner |
| ---- | --------- |
| 1989 | 11.536    |
| 2002 | 17.017    |
| 2010 | 17.171    |

Anmerkung: Volkszählungsdaten

## Kultur und Sehenswürdigkeiten
Pokatschi besitzt ein kleines Heimatmuseum.

## Wirtschaft
Dominierender Wirtschaftszweig der Stadt ist die Erdölförderung, die durch die zum Konzern Lukoil gehörende Firma Pokatschewneftegas (Покачевнефтегаз) betrieben wird.